# شان اسپایسر
شان اسپایسر (انگلیسی: Sean Spicer؛ زادهٔ ۲۳ سپتامبر ۱۹۷۱) استراتژیست سیاسی آمریکایی و دبیر مطبوعاتی کاخ سفید و اداره‌کننده ارتباطات رئیس‌جمهور دونالد ترامپ بوده‌است. او روز جمعه ۲۱ ژوئیه از سمت خود به عنوان سخنگوی کاخ سفید استعفا داد.
او همچنین ناخدا دوم ذخیره نیروی دریایی آمریکا است.

## فعالیت‌ها
اسپایسر، پیش از پیوستن به ستاد انتخاباتی دونالد ترامپ، برای رقابت‌های انتخاباتی ۲۰۱۶ آمریکا سال‌ها مسئولیت بخش ارتباطات کمیته ملی حزب جمهوری‌خواه را بر عهده داشت. وی همچنین ارتباط نزدیکی با رینس پریبوس، رئیس پیشین کمیته ملی حزب جمهوری‌خواه و رئیس کنونی دفتر رئیس‌جمهوری در کاخ سفید دارد.

## سخنگوی کاخ سفید
شان اسپایسر از آغاز دولت دونالد ترامپ در ژانویه ۲۰۱۷ در مقام سخنگوی کاخ سفید فعالیت می‌کرد. به گزارش رسانه‌ها نشست‌های او بعضاً با حاشیه‌هایی مواجه بوده‌است و در ماه ژوئیه ۲۰۱۷ نیز معاون او سارا هاکبی سندرز بیشتر نشست‌های خبری روزانه کاخ سفید را برگزار کرده‌است.

## استعفا
شان اسپایسر، سخنگوی کاخ سفید روز جمعه ۲۱ ژوئیه ۲۰۱۷ از سمت خود کناره گیری کرد. رسانه‌های آمریکا دلیل آن را اختلاف نظر با دونالد ترامپ رئیس جمهور آمریکا بر سر انتصاب آنتونی اسکاراموچی مدیر جدید ارتباطات کاخ سفید عنوان کرده‌اند. اسپایسر در نخستین توییت خود بعد از کناره گیری، خدمت به رئیس‌جمهوری و کشور آمریکا در این مدت را مایه افتخار خود توصیف و ابراز امیدواری کرده به خدمت گزاری به کشورش ادامه دهد.